# Rhynchostruthus percivali
Il frosone arabo (Rhynchostruthus percivali Ogilvie-Grant, 1900) è un  uccello passeriforme della famiglia dei Fringillidi.

## Etimologia
Il nome scientifico della specie, percivali, venne scelto in omaggio all'ornitologo Arthur Blayney Percival, molto attivo in Arabia.

## Descrizione

### Dimensioni
Misura 15 cm di lunghezza, per un peso di 29-33 g.

### Aspetto
Si tratta di uccelli dall'aspetto massiccio e robusto, muniti di grossa testa e forte becco conico, dall'aspetto vagamente simile a un frosone o a un padda.
Il piumaggio è bruno-grigiastro su testa, petto, fianchi e dorso, mentre il ventre è grigiastro ed il sottocoda è bianco: bianche sono anche le guance, mentre la faccia è nera e dello stesso colore sono le remiganti e la coda, ambedue con barre laterali gialle. Il dimorfismo sessuale è presente ma non evidentissimo, con le femmine dal nero facciale meno esteso ed in generale dalla colorazione più scialba. In ambedue i sessi, il becco è nero, gli occhi sono di colore bruno scuro e le zampe sono di colore carnicino-nerastro.

## Biologia
I frosoni arabi sono uccelli essenzialmente diurni e moderatamente gregari, che si muovono in gruppetti e passano la maggior parte della giornata alla ricerca di cibo e acqua, foraggiandosi specialmente al suolo.

### Alimentazione
Questo uccello ha una dieta perlopiù granivora, nutrendosi però anche di bacche, frutti e germogli e sporadicamente anche di insetti ed altri piccoli invertebrati rinvenuti casualmente mentre è alla ricerca di questi tipi di cibo: fra le specie principali delle quali il frosone arabo si nutre vi sono le euforbiacee (soprattutto E. schimperi), datteri del genere Ziziphus e  ginepri.

### Riproduzione
Il periodo degli amori si estende fra dicembre e aprile: si tratta di uccelli monogami, che portano avanti una singola covata l'anno.

I maschi corteggiano le femmine svolazzando in maniera simile a quanto osservabile nei verdoni, cantando a squarciagola da posatoi in evidenza fra i cespugli e seguendole con le penne arruffate, tenendo la coda alzata e le ali puntate verso il basso, mettendo bene in evidenza il giallo presente su queste parti.
Il nido è a forma di coppa, e viene edificato dalla sola femmina alla biforcazione di un ramo di albero o un cespuglio, intrecciando fibre vegetali ed imbottendo l'interno con lanugine. La cova delle 3-5 uova, che dura circa due settimane, è anch'essa a carico della femmina, che viene nel frattempo nutrita dal maschio: i nidiacei vengono invece accuditi da ambedue i partner per circa tre settimane, quando sono pronti per l'involo e si rendono indipendenti.

## Distribuzione e habitat
Il frosone arabo è endemico della porzione sud-orientale della penisola araba, dove con areale disgiunto abita l'area costiera di confine fra Oman (governatorato del Dhofar) e Yemen (Hadramaut e Mahra) e l'area montuosa costiera fra lo Yemen occidentale e l'Arabia Saudita meridionale, spingendosi a nord fino a Ta'if.
L'habitat di questi uccelli è rappresentato dalle aree semiaride rocciose con rada copertura cespugliosa e arborea (come gli uadi), fra i 1060 e i 2800 m di quota: nella porzione occidentale del proprio areale lo si trova nella boscaglia di ginepro locale, nella porzione orientale lo si trova nelle aree boschive a dominanza di acacia, euforbia, ginepro o dell'associazione Anogeissus/Commiphora.

## Sistematica
A lungo questi uccelli sono stati classificati come sottospecie del frosone di Socotra, col nome di R. socotranus percivali: attualmente si ritiene tuttavia che questi uccelli rappresentino una specie a sé stante.
Sebbene la popolazione occidentale di questi uccelli venga considerata da alcuni una sottospecie a sé stante col nome di R. p. yemenensis, la specie è considerata monotipica.